# Josef Ullrich (Komponist)
Josef Ullrich (* 27. September 1911 in Pilsen; † 1976) war ein deutschböhmischer Komponist und Militärmusiker. 

## Werdegang
Ullrich erhielt seine musikalische Ausbildung an der Militärmusikschule Prag und am Konservatorium Prag bei Otakar Ševčík und František Pícha. Danach war er als Militärmusiker tätig.  
Bekannt wurde Ullrich durch seinen Marsch der Stadt Pisek (Písecký pochod), der heute als Astronauten-Marsch im Repertoire zahlreicher Musikkapellen zu finden ist. Daneben komponierte er weitere Märsche und Tänze. Dazu gehören Du gabst im Mai mir rote Rosen, der Spartacus March, der Marsch der Burgwache (Pochod hradní stráže) sowie Kleines Grammophon/Mitrovicka.